# Megaphragma priesneri
Megaphragma priesneri är en stekelart som först beskrevs av Kryger 1932.  Megaphragma priesneri ingår i släktet Megaphragma och familjen hårstrimsteklar. Inga underarter finns listade i Catalogue of Life.